# 湯姆·安德森
湯姆·安德森（Thomas Robert Anderson，1993年9月2日—）是英格蘭的一位足球選手，在場上司職後衛。他現在效力於唐卡斯特。安德森在7歲時就已經加入伯恩利。

## 外部連結
- 足球数据库：Tom Anderson的球员统计数据
- Official Profile at Burnley F.C.